# هن‌تنگ ایکس۷
هن‌تنگ ایکس۷ (به انگلیسی: Hanteng X7) نام خودرویی چینی است که در سال ۲۰۱۵ معرفی و در سال ۲۰۱۶ توسط شرکت جیانگشی هن‌تنگ (به انگلیسی: Jiangxi Hanteng) به تولید رسید. این خودرو در کلاس کراس‌اوورهای متوسط دسته‌بندی شده و دارای ۴ ستاره ایمنی از مؤسسه C-NCAP چین می‌باشد. این ماشین مدتی در ایران توسط عظیم خودرو عرضه شد و سپس عرضه اش متوقف شد

## بررسی
ایکس۷ اولین خودروی هن‌تنگ است. این خودرو با دو موتور عرضه می‌شود، یک موتور ۱٫۵ لیتری بنزینی توربوشارژر با قدرت ۱۵۴ اسب بخار و گشتاور ۲۱۵ نیوتن متر و یک موتور ۲٫۰ لیتری بنزینی توربوشارژر با قدرت ۱۹۰ اسب بخار و گشتاور ۲۵۰ نیوتن متر عرضه می‌شود. موتور ۱٫۵ لیتری با جعبه‌دندهٔ ۵ دندهٔ دستی و موتور ۲٫۰ لیتری با جعبه‌دندهٔ ۶ دندهٔ دوکلاچه عرضه می‌شود.

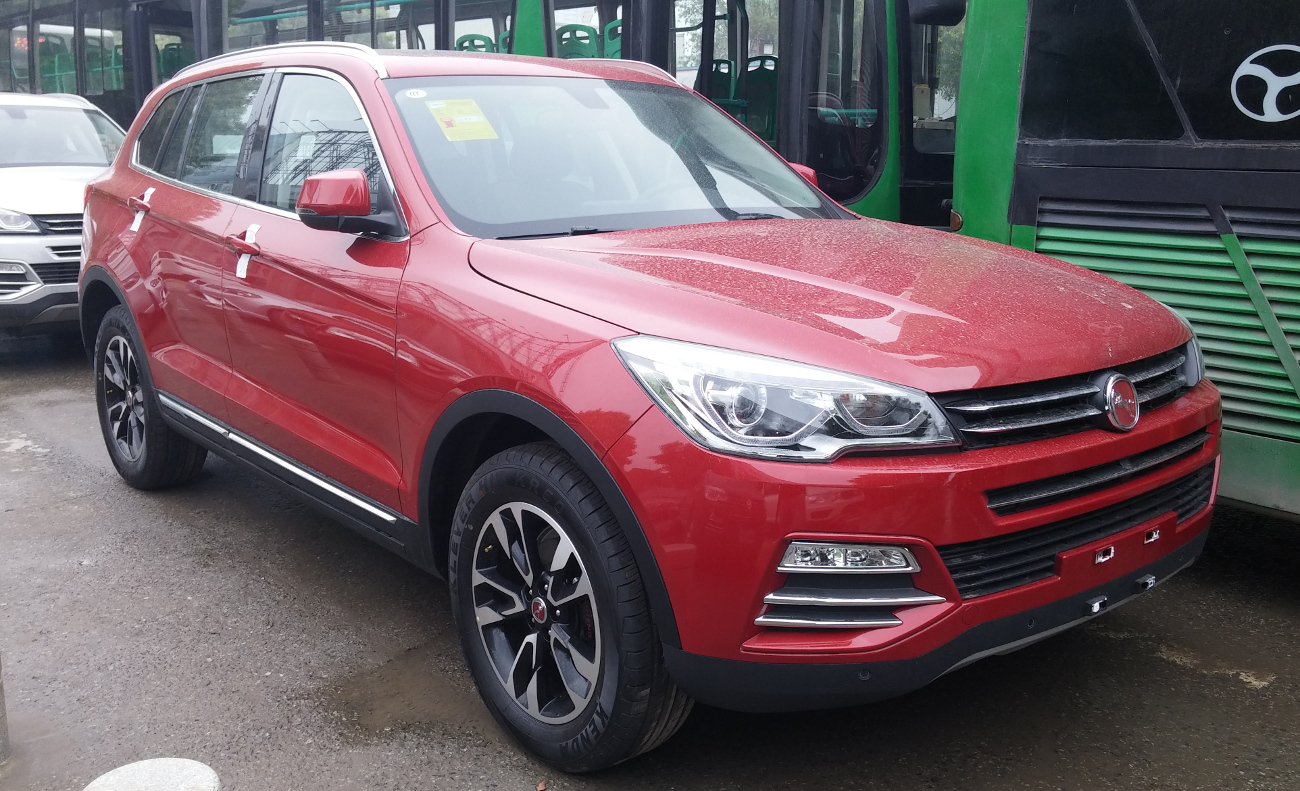
نمای جلوی هن‌تنگ ایکس۷
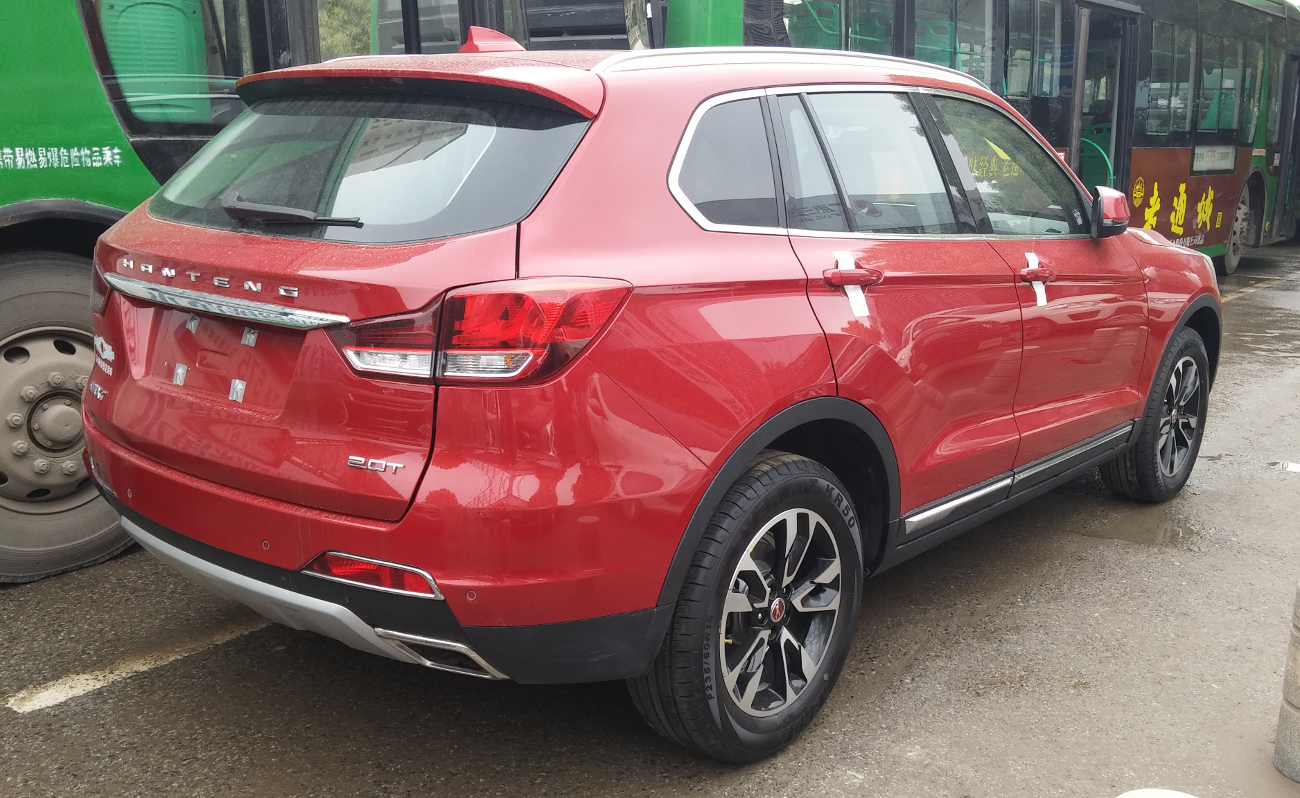
نمای عقب هن‌تنگ ایکس۷

### مشخصات فنی
- نوع موتور: ۲٫۰ لیتری توربو شارژ / ۴ سیلندر خطی ۱۶ سوپاپ (شن یانگ میتسوبیشی)
- قدرت موتور (اسب بخار بر دور در دقیقه): ۱۹۰ اسب بخار بر ۵۵۰۰ دور در دقیقه
- گشتاور تولیدی موتور (نیوتون متر بر دور در دقیقه): ۲۵۰ نیوتون متر بر ۴۰۰۰–۲۴۰۰ دور در دقیقه
- استاندارد آلایندگی: یورو ۵ EURO V
- شتاب صفر تا صد (ثانیه): ۱۰٫۳۷
- حداکثر سرعت (کیلومتر بر ساعت): ۱۸۵
- نوع گیربکس: ۶ دنده دو کلاچه 6DCT
- محور محرک: موتور جلو-محور جلو
- ابعاد کلی بر حسب میلی‌متر: ۴۶۷۰*۱۹۰۲*۱۶۹۷
- فاصله بین محور جلو و عقب (میلی‌متر): ۲۸۱۰
- ظرفیت سرنشینان: ۵ نفر 5Person
- وزن خالص (کیلوگرم): ۱۶۸۵
- حجم فضای بار صندوق عقب (لیتر): ۳۴۴
- حجم باک سوخت (لیتر): ۶۰
- میزان مصرف سوخت ترکیبی (لیتر): ۸٫۸
- سیستم ترمزهای جلو: دیسکی هواخنک
- سیستم ترمزهای عقب: دیسکی
- سیستم فرمان: برقی
- سیستم ترمز دستی: برقی + اتوهلد
- سایز تایرها: 235/60/R18
- سایز تایر زاپاس: ۱۷ اینچ فولادی

## هن‌تنگ ایکس۷اس و ایکس۷ پلاگین هیبرید
در نمایشگاه خودروی گوانگ‌ژو ۲۰۱۷، هن‌تنگ از نسخهٔ اسپرت‌تر ایکس۷ با نام هن‌تنگ ایکس۷اس و همچنین نسخهٔ پلاگین هیبرید هن‌تنگ ایکس۷ با نام هن‌تنگ ایکس۷ پلاگین هیبرید رونمایی کرد. هردوی این خودروها در ظاهر با هن‌تنگ ایکس۷ تفاوت‌هایی دارند.

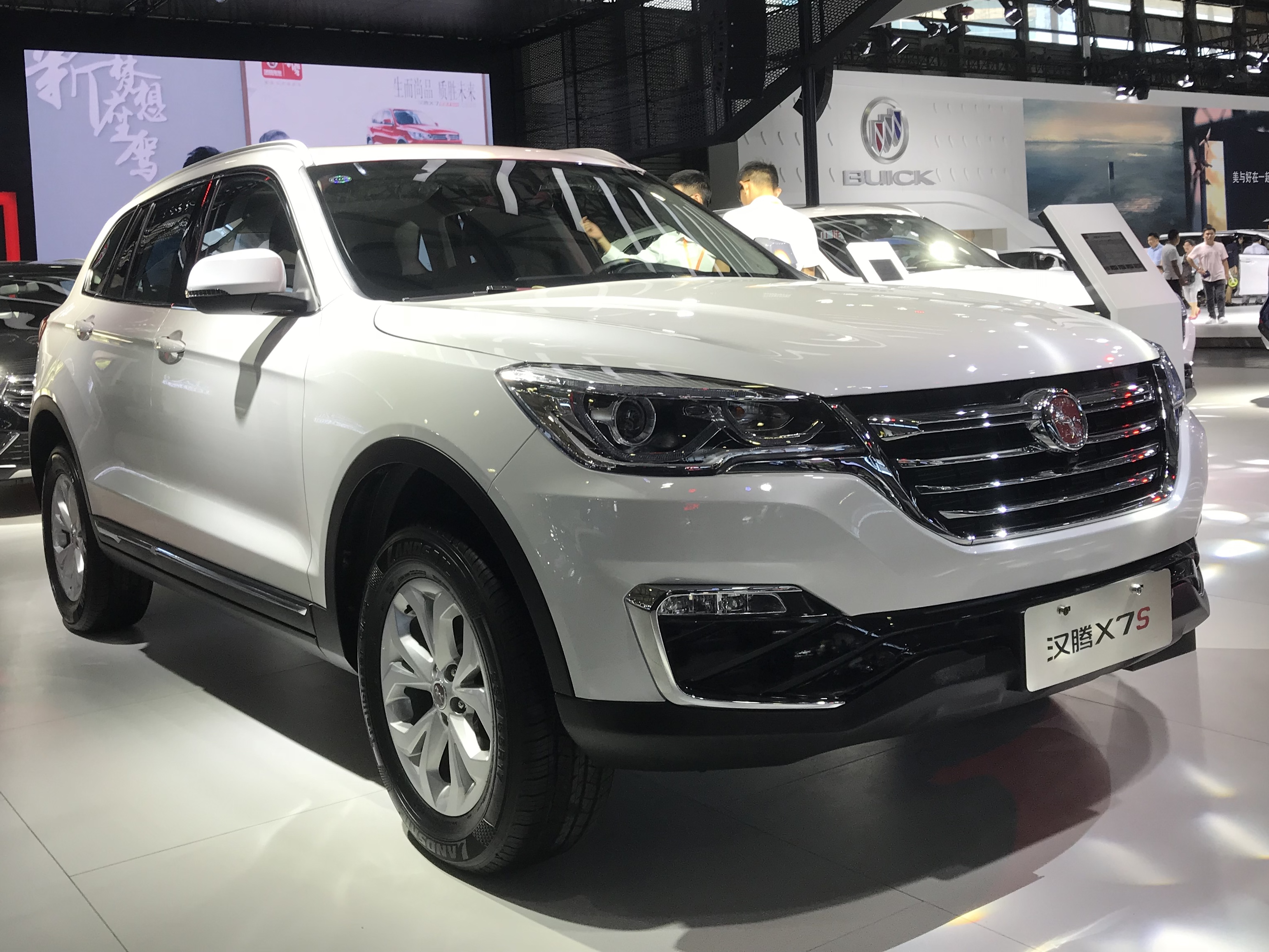
نمای جلوی هن‌تنگ ایکس۷اس
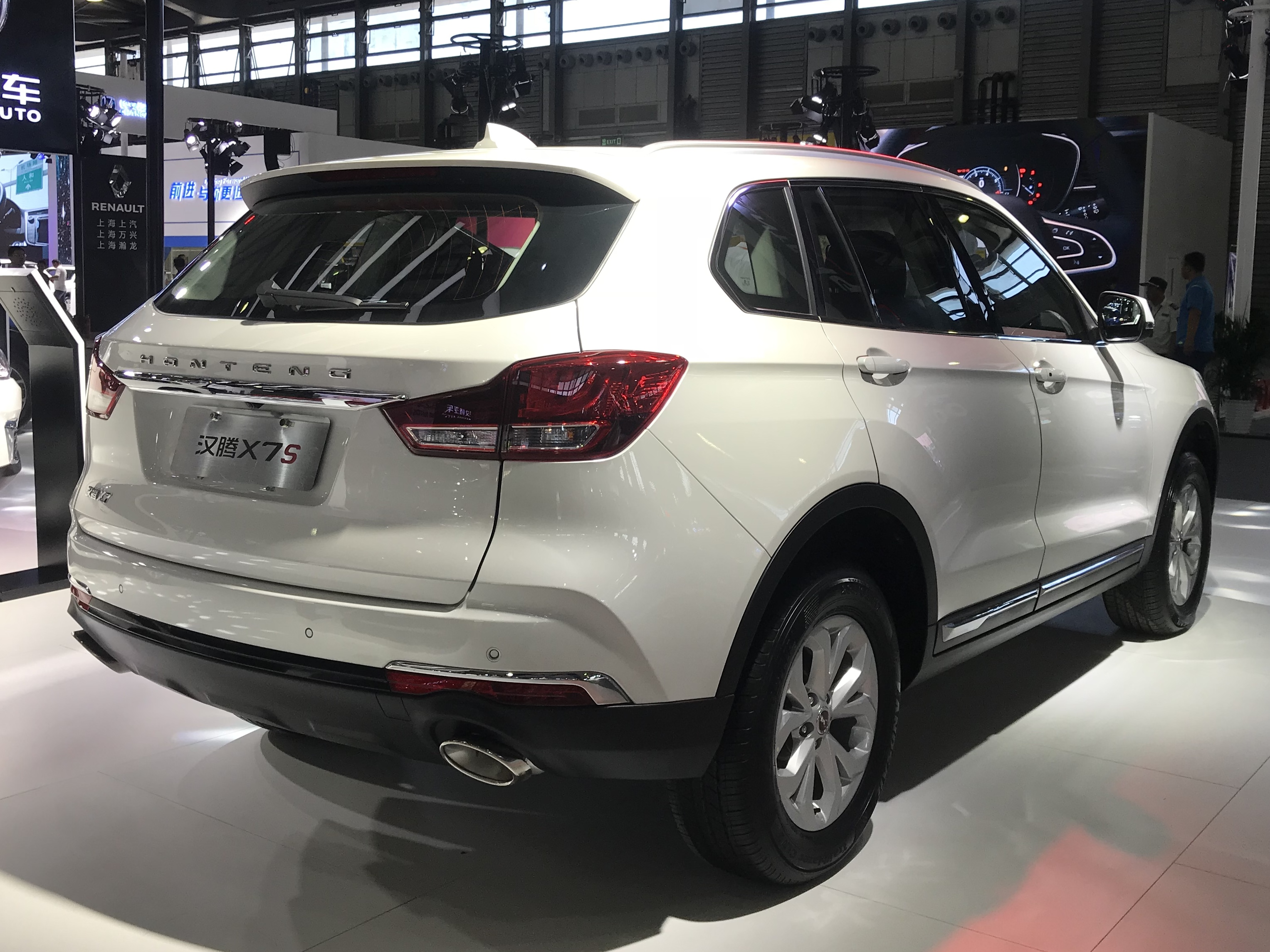
نمای عقب هن‌تنگ ایکس۷اس
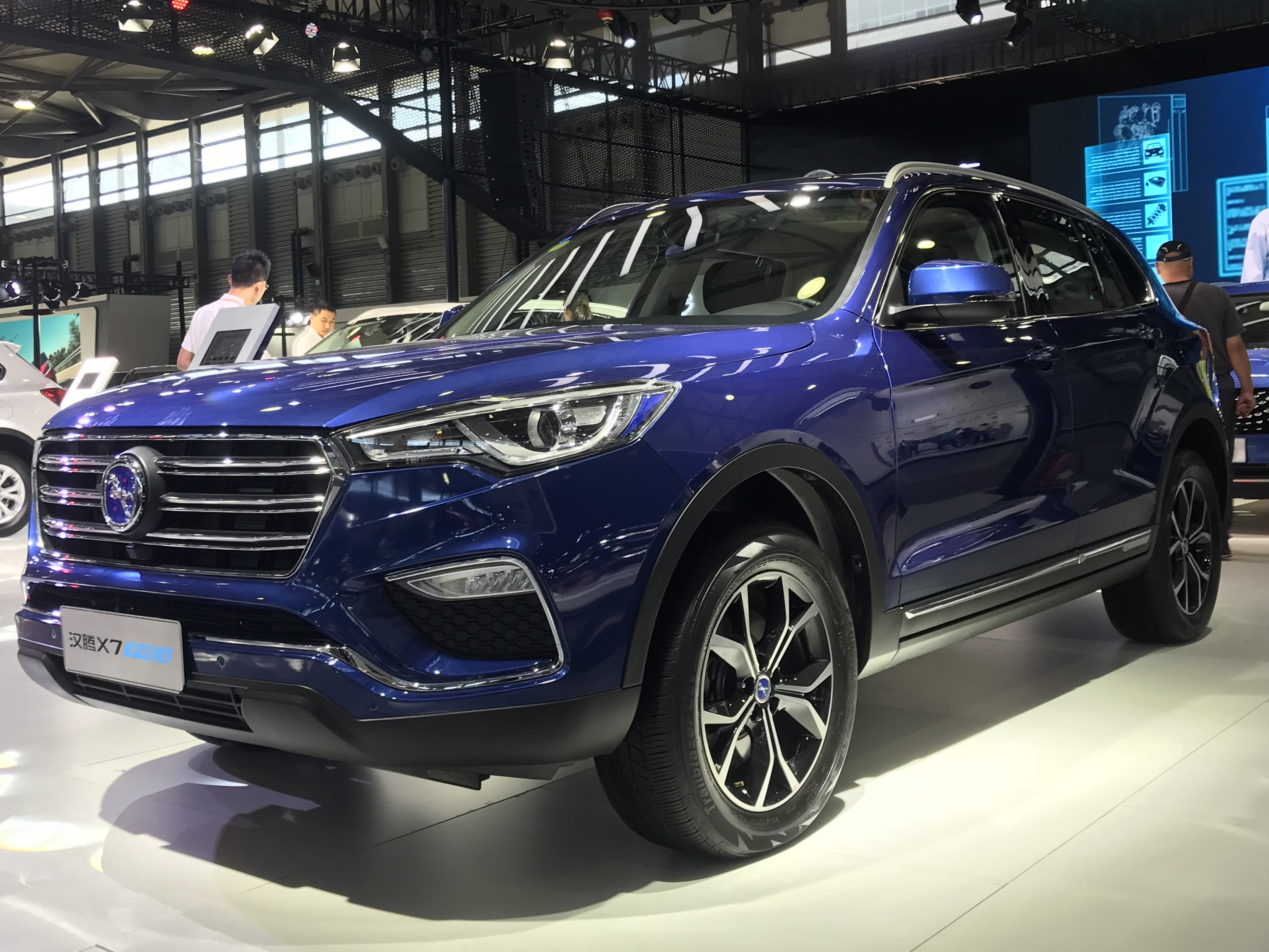
نمای جلوی هن‌تنگ ایکس۷ پلاگین هیبرید
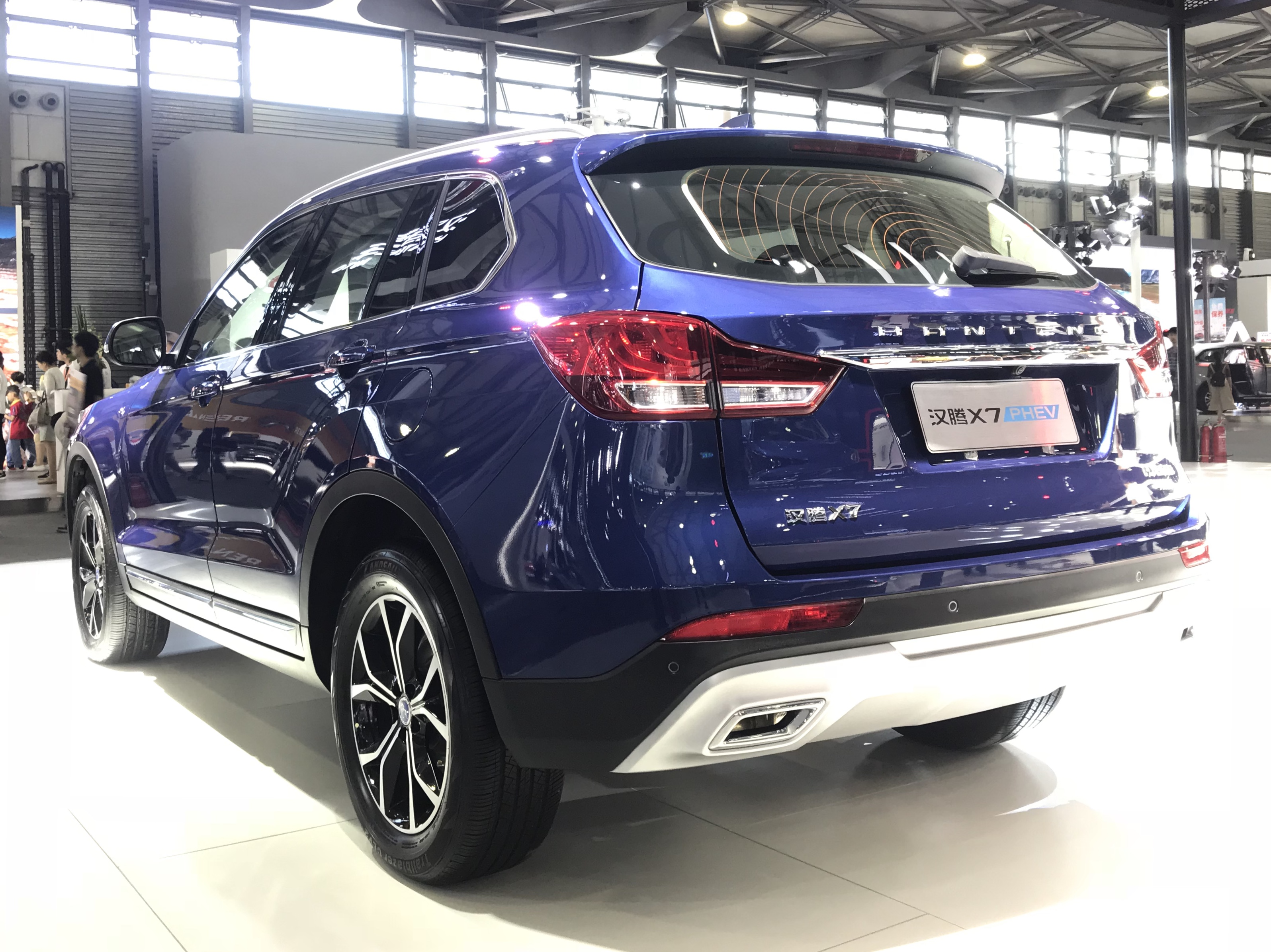
نمای عقب هن‌تنگ ایکس۷ پلاگین هیبرید